# Gloria Hutt

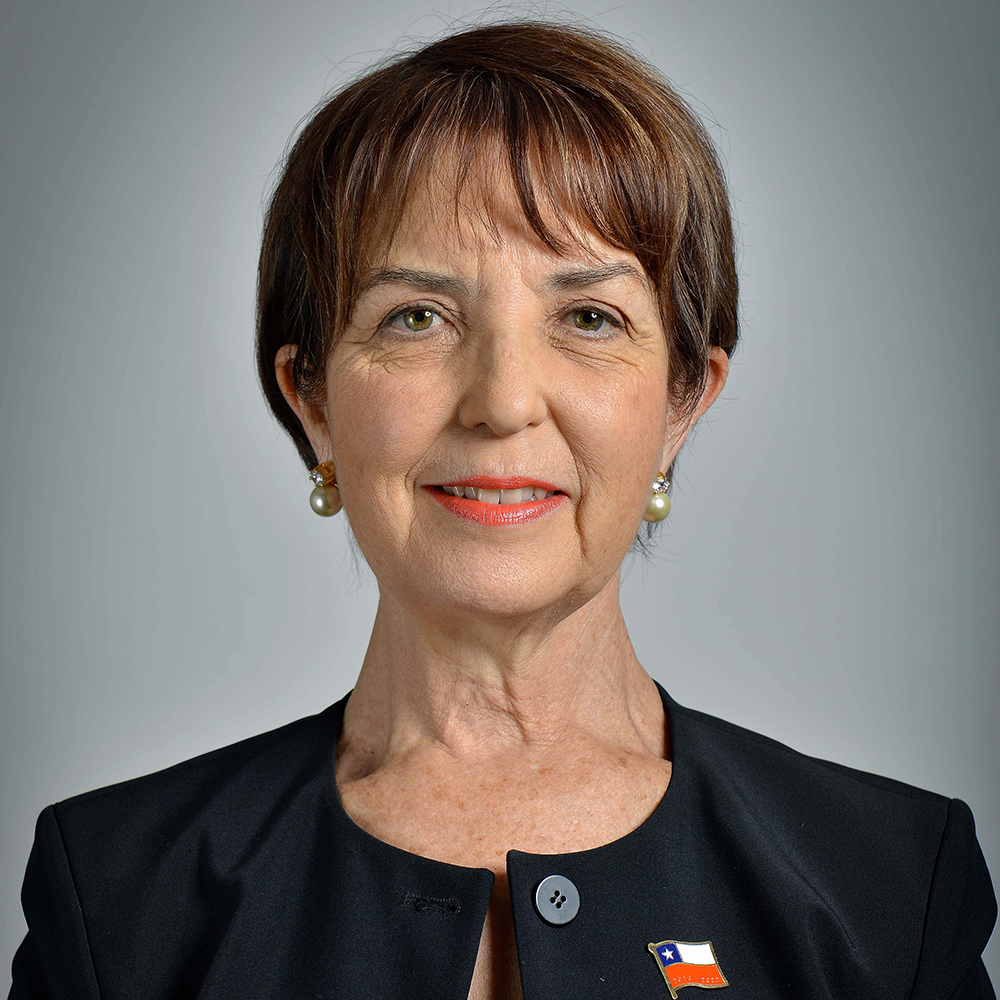
Gloria Hutt (2018)

Gloria de los Ángeles Hutt Hesse (* 31. Januar 1955 in Santiago de Chile) ist eine chilenische Ingenieurin und Politikerin. Sie war Ministerin für Verkehr und Telekommunikation (2018–2022) und ist seit 2022 Präsidentin ihrer politischen Partei Evolución Política (Evópoli).

## Leben und Karriere
Gloria Hutt wurde am 31. Januar 1955 in Santiago de Chile, geboren. Sie ist die älteste Tochter des Ehepaares Germán Hutt, einem chilenischen Soldaten schweizerischer Herkunft, und Adriana Hesse, einer Hausfrau. Sie hat eine jüngere Schwester namens Constanza. Aufgrund des Militärdienstes ihres Vaters verbrachte sie ihre Kindheit in der Hafenstadt San Antonio in der Region Valparaíso. Nach dem Dienst seines Vaters an der Küste kehrte die Familie Hutt-Hesse nach Santiago zurück. Dort lernte Gloria im Alter von 15 Jahren Felipe Cossio kennen, einen Offizier der chilenischen Armee, den sie nach siebenjähriger Beziehung heiratete. Sie gründete mit ihm eine Familie, die aus einer leiblichen Tochter und zwei adoptierten Kindern besteht.
Gloria absolvierte ihr Studium der Ingenieurwissenschaften an der Päpstlichen Katholischen Universität von Chile, wo sie parallel ein zweijähriges Ingenieurstudium an der Universität Brasilia abschloss. Aufgrund der medizinischen Behandlung ihres Mannes, der an Hodenkrebs litt, musste sie ihr Studium vorübergehend unterbrechen und in die USA reisen. Sie schloss ihr Studium schließlich im Jahr 1983 mit dem Schwerpunkt Verkehrssysteme ab. Nach ihrer Rückkehr in die Vereinigten Staaten mit ihrer Familie setzte sie ihr Studium im Bereich Finanzmanagement an der Georgetown University fort. Als sie nach Chile zurückkehrte, ließ sie sich in Arica nieder, wo sie an der Universität Tarapacá unterrichtete. Zusätzlich übernahm sie die Position der Exekutivsekretärin im technischen Fischereiausschuss von Arica.
Während der ersten Amtszeit von Sebastián Piñera, von 2010 bis 2014, bekleidete sie die Position der Unterstaatssekretärin für Verkehr in Chile. In der darauf folgenden Amtsperiode, von 2018 bis 2022, wurde sie erneut in das Kabinett von Piñera berufen, diesmal als Ministerin für Verkehr und Telekommunikation. Unter ihrer Leitung begann der Prozess der Umstellung des Transportwesens von fossilen Brennstoffen auf Batteriebusse.
2023 wurde sie als Mitglied des Verfassungsrates für den 7. Wahlkreis (Metropolregion) gewählt.

## Auszeichnungen
- 2010 wurde ihr der Justicia-Acuña-Mena-Preis für herausragende Leistungen von Ingenieurinnen in Chile verliehen.[3]
- 2022 erhielt sie die nationale Auszeichnung der Ingenieurkammer Chiles.[6]